# Quique Sánchez Flores
Enrique "Quique" Sánchez Flores (Madrid, 1965. február 5. –) spanyol válogatott labdarúgó, edző.

## Pályafutása

### Klubcsapatban
Madridban született. 1984 és 1994 között a Valencia játékosa volt. 1994 és 1996 között a Real Madridban játszott. 1995-ben spanyol bajnoki címet szerzett. Az 1996–97-es szezonban a Real Zaragozát erősítette. 

### A válogatottban
1987 és 1991 között 15 alkalommal szerepelt a spanyol válogatottban. Luxemburg ellen mutatkozott be egy vb-selejtező alkalmával 1987. szeptember 23-án, amely 2–0-ás győzelemmel zárult. Részt vett az 1990-es világbajnokságon, de nem lépett pályára egyetlen mérkőzésen sem.

### Edzőként
2001 és 2004 között a Real Madrid utánpótlásában dolgozott. A 2004–05-ös szezonban a Getafét irányította. 2005-től 2007-ig a Valencia vezetőedzője volt. A 2008–09-es idényben a Benfica edzőjeként portugál ligakupát nyert. 2009 és 2011 között az Atlético Madrid szakvezetője volt. 2010-ben megnyerte az Európa-ligát és az UEFA-szuperkupát. 2011-től 2014-ig az Egyesült Arab Emírségekben vállalt munkát az al-Ahli és az El-Ajn csapatainál. 2015-ben a Getafét edzette. 2015 és 2016 között a Watford vezetőedzői posztját töltötte be. 2016 és 2018 között az Espanyol edzői feladatát látta el. A 2018–19-es szezonban Kínában a Sanghaj Senhuánál vállalt munkát. 2019-ben ismét kinevezték a Watford edzőjének, de a gyenge teljesítmény miatt hamarosan távoznia kellett. 2021 és 2023 között harmadik alkalommal volt a Getafe vezetőedzője.

## Sikerei, díjai

### Játékosként
Valencia
- Spanyol bajnok (másodosztály) (1): 1986–87

Real Madrid
- Spanyol bajnok (1): 1994–95

Spanyolország U21
- U21-es Európa-bajnok (1): 1986

### Edzőként
Benfica
- Portugál ligakupagyőztes (1): 2008–09

Atlético Madrid
- Európa-liga (1): 2009–10
- UEFA-szuperkupa (1): 2010
- Spanyol kupadöntős (1): 2009–10

## Külső hivatkozások
- Quique Sánchez Flores adatlapja a National-Football-Teams.com oldalon (angolul)

- Quique Sánchez Flores (angol nyelven). eu-football.info
- Quique Sánchez Flores (angol, katalán, spanyol nyelven). BDFutbol.com
- Quique Sánchez Flores (német nyelven). kicker.de
- Quique Sánchez Flores adatlapja a worldfootball.net oldalon (angolul)